# 九二式普通実包
九二式普通実包（きゅうにしきふつうじっぽう）とは、日本陸軍が使用した7.7mm弾薬の名称である。主として九二式重機関銃に用いられた。

## 概要
弾丸の全長は35mm、弾径7.9mm。銃身の口径7.7mmよりも径が太いのは、ライフリングに噛ませるためである。硬鉛の弾身を黄銅で被甲し、弾丸の重量は13.2g、弾尾は狭窄されている。円筒部にローレットが施されている。薬莢は半起縁式で、金質は黄銅第二号を使用した。装薬には無煙小銃薬乙を使用し、装薬重量2.85gである。雷管は0.03gの爆粉を備える。実包の全重量は27.5gで、全長は80mmである。九二式重機関銃から発射された場合、最大射程4,100mでも人馬の殺傷能力を持っていた。なお、1936年（昭和11年）9月に装薬が三番管状薬へと変更されているが、これは無煙小銃薬乙の腔圧の高さによるものであった。
1932年（昭和7年）2月に第一回審査が行われ、この結果を踏まえて、弾丸形状、被甲の金質、弾身の金質、装薬量を研究した。同年6月に第二回試験を行い、人馬の殺傷能力を確認して良好だった。同年9月から12月、また1933年（昭和8年）2月から3月にかけ、陸軍歩兵学校と協同して試験を実施、概ね実用に適していることを確認した。1933年（昭和8年）6月に仮制式制定の上申が行われた。

## その他の弾種
以下の弾種が存在した。
なお「兵器細目名称表」においては、弾薬の名称は「○○式○○銃弾薬○○式○○実包」、「○○式○○銃弾薬空包」という型式で呼称する。後に名称の簡易化を図るため、従来同一の弾薬でありながら銃毎に制定してあった弾薬の名称が、全て「七粍七銃弾薬○○式○○実包」、「七粍七銃弾薬○○銃空包」へと統一された。

### 九二式徹甲実包
九二式重機関銃、八九式旋回機関銃、八九式固定機関銃と共用である。装甲自動車、飛行機の装甲部分を貫通し、内部を破壊、殺傷する目的で開発された。飛行機のエンジン、燃料タンクの破壊も目的とされている。
弾丸の全長は35mm、直径7.9mm、弾尾は狭窄されている。弾丸重量は10.5g。被甲は黄銅。鋼製弾身を備えている。
使用する薬莢、装薬、雷管は九二式普通実包と同様である。装薬量は3.0g。実包全体の重量は24.6gであった。九二式重機関銃で射撃した場合、初速は820m/s、命中精度は中距離以下において普通実包と同様である。日本製鋼で生産されたニセコ鋼板を射撃した結果、鋼板を距離200mで12mm侵徹した。350mでは10mm、500mでは8mm、750mでは6mm、1,000mでは4mmを侵徹した。
1933年（昭和8年）11月に富津射場で審査、実用に適すると認められ仮制式制定の上申に至った。

### 九二式焼夷実包
九二式重機関銃、八九式旋回機関銃、八九式固定機関銃と共用である。これは普通実包、徹甲実包と混用するか、連続発射して、航空機、気球を破壊する銃弾だった。
弾丸の長さ37.5mm、直径7.9mm、重量10.7g。被甲は白銅である。黄燐焼夷剤0.7gが充填され、弾身は白銅で覆った硬鉛である。弾身前部の表面には8条の細い縦溝が刻まれている。また縦溝の下部を繋ぐ太い横溝が1条刻まれており、この横溝付近の被甲部には直径0.6mmの噴気孔が設けられており、ハンダ蝋で塞がれている。薬莢、雷管、装薬は九二式普通実包と同様である。装薬量は3.0g。実包の全体重量は24.8gである。
発射すると銃身との摩擦熱によって被甲のハンダが溶け、弾頭内部の黄燐も溶ける。黄燐は縦溝、横溝を順に通り噴気孔から流出、空気に触れて燃焼する。日中は燃焼煙、夜間は曳光によって弾道を指示した。また目標に命中すると可燃物に引火した。九二式重機関銃を用いた場合、初速810m/sで射出され、射程1,000mでの命中精度は普通弾にやや劣った。夜間は弾道が900m視認でき、昼間は弾道が500m視認できた。ただし昼間では、観測状況によっては側方からの視認が困難であり、また夏季においては視認できる距離が相当短縮された。水素を充填した気球に対しては、単射で距離250mまで効果を発揮した。ガソリンタンクに対しては連射で350mまで効果を発揮した。
1933年（昭和8年）7月に伊良湖射場で試験された。試験銃には八九式旋回機関銃と八九式固定機関銃を用いた。この時には発煙と発光を視認できる距離が不十分であり、また旋回機関銃では装填不能を生じた。これにより弾頭と弾身に修正を加え、同年8月に伊良湖射場で試験した。機能は良好であったが夏季のために視認距離がなお短く、同年11月に九二式重機関銃で再試験した。結果、機能と弾道性が良好であった。1934年（昭和9年）2月9日に仮制式制定が上申された。
なお、焼夷実包は専ら航空用として使用されていたことから、1939年（昭和14年）に規定された弾薬統制要領に基づき、地上用である九二式重機関銃弾薬の制式からは削除された。

### 九二式曳光実包
九二式重機関銃、八九式旋回機関銃、八九式固定機関銃と共用である。曳光によって弾道を指示する銃弾で、弾種標識は緑色である。
弾丸全長37.5mm、直径7.9mm、重量10.1g。被甲は白銅、弾身は硬鉛。弾丸後部の銅製内管の内部に、硝酸ストロンチウムを主剤とする曳光剤0.8g、過酸化バリウムを主剤とする点火剤0.4gが充填されている。薬莢、雷管、装薬は九二式普通実包と同じである。装薬量は3.0g。発射すると火薬ガスによって点火し、赤い光を引いて飛ぶ。初速は810m/sであり、夜間において曳光は射程約1,000mまで視認できた。命中精度は普通弾にやや劣った。実包全体の重量は24.2g。
陸軍造兵廠によって設計開発された。当初八九式旋回・固定機関銃用の八九式曳光実包を改修する目的で行われたものであるが、九二式重機関銃の制定を受けてこの機関銃用の弾薬として研究された。1933年（昭和8年）11月、富津射場で陸軍技術本部が試験したところ、曳光距離500mで不十分であった。陸軍造兵廠はストロンチウムを主剤とする曳光剤を使用し再設計した。1934年（昭和9年）6月に陸軍歩兵学校に審査を委託したところ実用価値が相当大であると認められた。これにより1934年（昭和9年）11月17日、仮制式制定が上申された。

### 八九式除銅実包/九二式除銅実包
射撃すると銃腔内に付着した被甲を取り除く作用があった。実包全体の重量は24.6g。1940年（昭和15年）2月の弾薬統制の際に、九二式除銅実包へと名称が変更された。九二式重機関銃において、被甲の除去を目的として、白銅で覆った鋼製の被甲をもつ八九式普通実包が仮制式とされたことから、八九式除銅実包は八九式普通実包と同一のものだとする説もある。

### 空包
八九式旋回および固定機関銃弾薬空包と同じものを使用した。
弾丸は木弾であり、装薬として二号空包薬2.85gを充填していた。空包全体の重量は14.35g。
後に名称統一のため、「機関銃空包」へと改称された。

## 薬莢の無起縁化
1940年（昭和15年）2月、弾薬統制のため、半起縁式であった九二式実包の薬莢が無起縁式へと変更され、九七式実包と変わらなくなった（これに伴い九七式実包の名称が九二式実包へと変更された）。新製品である無起縁式の九二式実包は、九二式重機関銃の他、九七式車載重機関銃、九九式軽機関銃、九九式小銃等にも使用できたが、旧製品である半起縁式の九二式実包は、九二式重機関銃以外では使用できなかった。
当初は、新製品である無起縁式の九二式実包に対する専用の標識が存在していたが、1941年（昭和16年）3月頃には、旧製品である半起縁式の九二式実包に対して、紙函および運搬箱に「有起縁」を意味する「（○の中に）有」と標識し、かつ雷管外底面の全周に青色塗料（セラックワニス混和）を塗抹する様、関係各所に通牒された。
なお、航空機関銃で使用する九二式実包は、1937年（昭和12年）に野戦弾薬から航空弾薬へと制式区分を変更されていたことから弾薬統制の対象とはならず、半起縁式のままであった。

## 鉄製薬莢
黄銅の不足から鉄製の薬莢が作られた。黄銅に比べ、薬室から空薬莢を抜き出す際の抽筒機能が悪化し、装薬を0.15g減らした。また鉄薬莢は黄銅に比べ錆びやすく、これも抜き出し難さにつながった。

## 生産数
1933年（昭和8年）度から1939年（昭和14年）度までの累計で以下の数量が生産された。
- 九二式普通実包 4億6,519万発。
- 九二式徹甲実包 6,945万発。
- 空包ほか 5,602万発。